# غولفيتو (كانتون)
غولفيتو (بالإسبانية: Golfito)‏ هو الكانتون السابع في محافظة بونتاريناس في كوستاريكا. و يغطي الكانتون مساحة 1,753.96 كم مربع،
كما يقارب عدد سكانه 36,392 نسمة.
و تدعى مدينته الرئيسية بـغولفيتو أيضا.
يشمل الكانتون ساحل المحيط الهادئ الجنوبي لكوستاريكا، شمالا من قمة سيرّو بونتا غوردا في الحدود مع بنما، كما يشمل المناطق على ضفتي خليج غولفو دولسيه، و كامل الجزء الجنوبي من شبه جزيرة أوسا.
تم تأسيس هذا الكانتون في 10 حزيران 1949.

## المقاطعات
يتألف كانتون ماتينا من أربع مقاطعات و هي :
1. غولفيتو
2. بويرتو خيمينيس
3. غوايكارا
4. بافون